# Puchar Łotwy w piłce siatkowej mężczyzn (2010)
Rozgrywki o Puchar Łotwy w piłce siatkowej mężczyzn w 2010 roku zainaugurowane zostały 24 listopada. 
Rozgrywki składały się z 1. rundy, w której drużyny podzielone w pary rozegrały ze sobą dwumecz, oraz turnieju finałowego. W trakcie turnieju finałowego odbyły się półfinały i finał. 
Turniej finałowy rozegrany został w dniach 11-12 grudnia w Zemgales OC w Jełgawie.
Puchar Łotwy zdobyła drużyna Poliurs Ozolnieki.

## Terminarz
| Runda            | Termin            | Termin          | Liczba meczów |
| Runda            | pierwszy mecz     | ostatni mecz    | Liczba meczów |
| ---------------- | ----------------- | --------------- | ------------- |
| 1. runda         | 24 listopada 2010 | 1 grudnia 2010  | 4             |
| Turniej finałowy | 11 grudnia 2010   | 12 grudnia 2010 | 3             |

## Drużyny uczestniczące
| Schenker League           | Schenker League |
| Zespół                    | Osiągnięcie     |
| ------------------------- | --------------- |
| Daugavpils Universitāte   | półfinał        |
| LĀSE-R/Rīga               | finał           |
| Poliurs Ozolnieki         | zwycięstwo      |
| VK Biolars/Olaine Jełgawa | półfinał        |

| Nacionālā Līga          | Nacionālā Līga |
| Zespół                  | Osiągnięcie    |
| ----------------------- | -------------- |
| Armijas volejbola klubs | 1. runda       |
| SK Limbaži              | 1. runda       |

## 1. runda
Drużyny oznaczone czcionką pogrubioną awansowały do dalszej rundy, a kursywą odpadły z rozgrywek. Po lewej gospodarze pierwszych meczów.
| 24.11.2010 | SK Limbaži | 0:3 (19:25, 21:25, 21:25) | VK Biolars/Olaine Jełgawa |

| 01.12.2010 | SK Limbaži | 0:3 (29:31, 22:25, 21:25) | VK Biolars/Olaine Jełgawa |

| 25.11.2010 | Armijas volejbola klubs | 0:3 (19:25, 19:25, 23:25) | Daugavpils Universitāte |

| 01.12.2010 | Armijas volejbola klubs | 0:3 (0:25, 0:25, 0:25) | Daugavpils Universitāte |

## Turniej finałowy

### Półfinały
| 11.12.2010 | LĀSE-R/Rīga | 3:0 (25:23, 25:19, 30:28) | Daugavpils Universitāte |

| 11.12.2010 | VK Biolars/Olaine Jełgawa | 1:3 (23:25, 10:25, 25:23, 21:25) | Poliurs Ozolnieki |

### Finał
| 12.12.2010 | LĀSE-R/Rīga | 1:3 (25:23, 12:25, 19:25, 22:25) | Poliurs Ozolnieki |

## Klasyfikacja końcowa
| Miejsce | Zespół                    |
| ------- | ------------------------- |
| 1       | Poliurs Ozolnieki         |
| 2       | LĀSE-R/Rīga               |
| 3-4     | Daugavpils Universitāte   |
| 3-4     | VK Biolars/Olaine Jełgawa |
| 5-6     | Armijas volejbola klubs   |
| 5-6     | SK Limbaži                |